# Tetrapterocarpon septentrionalis
Tetrapterocarpon septentrionalis är en ärtväxtart som beskrevs av Du Puy och Raymond Rabevohitra. Tetrapterocarpon septentrionalis ingår i släktet Tetrapterocarpon och familjen ärtväxter.

## Underarter
Arten delas in i följande underarter:
- T. s. ihosiensis
- T. s. septentrionalis